# 承德普宁机场
承德普宁机场是一个位于中国河北省承德市的民用机场。2013年12月开工建设，2017年2月23日机场试飞成功，2017年5月31日投入使用，
机场位于承德市承德县头沟镇小梁后境内。场址距市中心直线距离19.5km，占地面积3461亩，为4C级支线机场，跑道长度2800m，可满足波音737/700/800以及空客319/320等国内大多数机型起降。项目总投资16.2亿元。

## 航空公司与航点
2025年夏秋航季（3月30日至10月25日）
| 航空公司       | 目的地                  |
| -------------- | ----------------------- |
| 河北航空（NS） | 石家庄、杭州            |
| 华夏航空（G5） | 石家庄、成都/天府、重庆 |
| 九元航空（AQ） | 广州、武汉              |